# Hug Jofre I de Rocabertí
Hug Jofre I de Rocabertí fou regent del vescomtat de Rocabertí (1229 - 1250).
Era fill o possiblement germà del vescomte Dalmau V de Rocabertí. Quan aquest morí durant la conquesta de Mallorca assumí el govern del vescomtat en nom del seu germà o nebot Jofre III que, essent segurament molt jove, havia acompanyat Dalmau a Mallorca.
Jofre III assumí el govern efectiu del vescomtat el 1250.
Amb tot, l'existència real d'aquest mal documentat personatge, al qual Santiago Sobrequés assignà el nom de Jofre III, és dubtosa.